# 焼津黒潮温泉
焼津温泉（やいづおんせん）は、静岡県焼津市にある温泉。メインの温泉街は焼津駅北東1.8㎞に所在する。

## 概要
焼津では古来より天然ガスが湧出する地であったが、温泉は湧出しない土地であった。
しかし1983年（昭和58年）に東海ガスが掘削した天然ガス井戸からガス成分と共に45℃の温泉が突如自噴したため、焼津市がパイプラインを整備した上でホテル、旅館に供給を開始した。歴史が比較的浅い温泉。
「温泉総選挙」では「温泉総選挙2019・2020・2021・2022」と4年連続リフレッシュ部門で全国1位となっている。

## 泉質
- ナトリウム・カルシウム - 塩化物泉（高張性・アルカリ性・高温泉）
- 泉温 約50℃
- pH 8.6

| 源泉名                                 | 泉温  | 湧出量    | 泉質                               | 深度  | 所在地                                                                | 備考                 |
| -------------------------------------- | ----- | --------- | ---------------------------------- | ----- | --------------------------------------------------------------------- | -------------------- |
| 焼津2号泉（東海ガス高草41号井）※休止中 | ℃     | 毎分0.0L  | ナトリウム・カルシウム－塩化物温泉 | 1500m |                                                                       |                      |
| 焼津3号泉（東海ガス高草44号井）※休止中 | ℃     | 毎分0.0L  | ナトリウム・カルシウム－塩化物温泉 | 1500m |                                                                       |                      |
| 焼津4号泉（東海ガス高草2号井）※休止中  | 51.5℃ | 毎分0.0L  | ナトリウム・カルシウム－塩化物温泉 | 1502m | 北緯34度52分32秒 東経138度19分26秒 / 北緯34.875631度 東経138.323758度 | 掘削自噴泉。         |
| 焼津5号泉（東海ガス高草1号井）         | 51.5℃ | 毎分225L  | ナトリウム・カルシウム－塩化物温泉 | 1502m | 北緯34度52分32秒 東経138度19分26秒 / 北緯34.875631度 東経138.323758度 | 掘削自噴泉。         |
| 焼津6号泉（東海ガス高草50号井）※休止中 | 38.5℃ | 毎分82.0L | ナトリウム・カルシウム－塩化物温泉 | 1400m | なかむら館敷地内。                                                    | 令和4年度で休止。    |
| 焼津7号泉（蓬莱温泉）                  | 42.1℃ | 毎分60.0L | ナトリウム・カルシウム－塩化物温泉 | m     |                                                                       | 「蓬莱荘」自家源泉。 |
| 焼津8号泉（焼津港1号井）               | 52.4℃ | 毎分605L  | ナトリウム・カルシウム－塩化物温泉 | 1500m | 北緯34度52分25秒 東経138度19分24秒 / 北緯34.873521度 東経138.323403度 | 掘削自噴泉。微混濁。 |

## 温泉街
先述の通り時代が比較的浅い後発的な温泉のため、既に市街化されていたこともあり、温泉街は存在しない。
JR焼津駅の南北に位置する3源泉から汲み上げた温泉は、焼津市が整備したパイプラインにより各施設へ給湯されている。温泉利用施設が10か所にあり、海の景観を売りにしたリゾートスタイル型の旅館ホテル群が市の静岡市寄りに位置しており、開業当初は温泉では無かった浴場が温泉湧出に伴い温泉大浴場となっている。駅の周辺には日帰り入浴施設もある。

### 宿泊施設一覧
- 焼津グランドホテル
- ホテルアンビア松風閣
- 亀の井ホテル 焼津（旧かんぽの宿）
- 湊のやど汀家
- やいづマリンパレス

### 日帰り入浴施設一覧
- 元湯なかむら館
- エチチカ温泉 くろしお
- サンライフ焼津

### 足湯
- 焼津駅前足湯
- ととゆ

## 歴史
- 1983年（昭和58年） 地下1500mから45℃の温泉が自噴。以降整備されて焼津温泉となる。
- 2018年（平成30年）
  - 5月14日 温泉のパイプが破裂し、供給停止した。供給停止中、引湯していた宿泊施設は熱海温泉からの温泉供給をしていた。また、温泉施設自体の客足が遠のいていた。
  - 7月10日 温泉供給を再開。
- 2021年（令和3年）10月 新源泉である焼津8号「焼津港1号井」からの供給を開始した。新源泉からの供給開始に伴い、名称を「やいづ黒潮温泉」から「焼津温泉」に改名した。この「焼津港1号井」は、約50℃で日量700トンの湧出量を誇り、温泉の濃度が高く、これまで以上に良質な温泉である。

## アクセス
- JR東海道本線焼津駅南口より車で約5分。
- 新東名高速道路藤枝岡部ICより車で約20分。